# Aarne Reini
Aarne Reini   (Vaasa, 6 d'agost de 1906 - Vaasa, 23 de febrer de 1974)

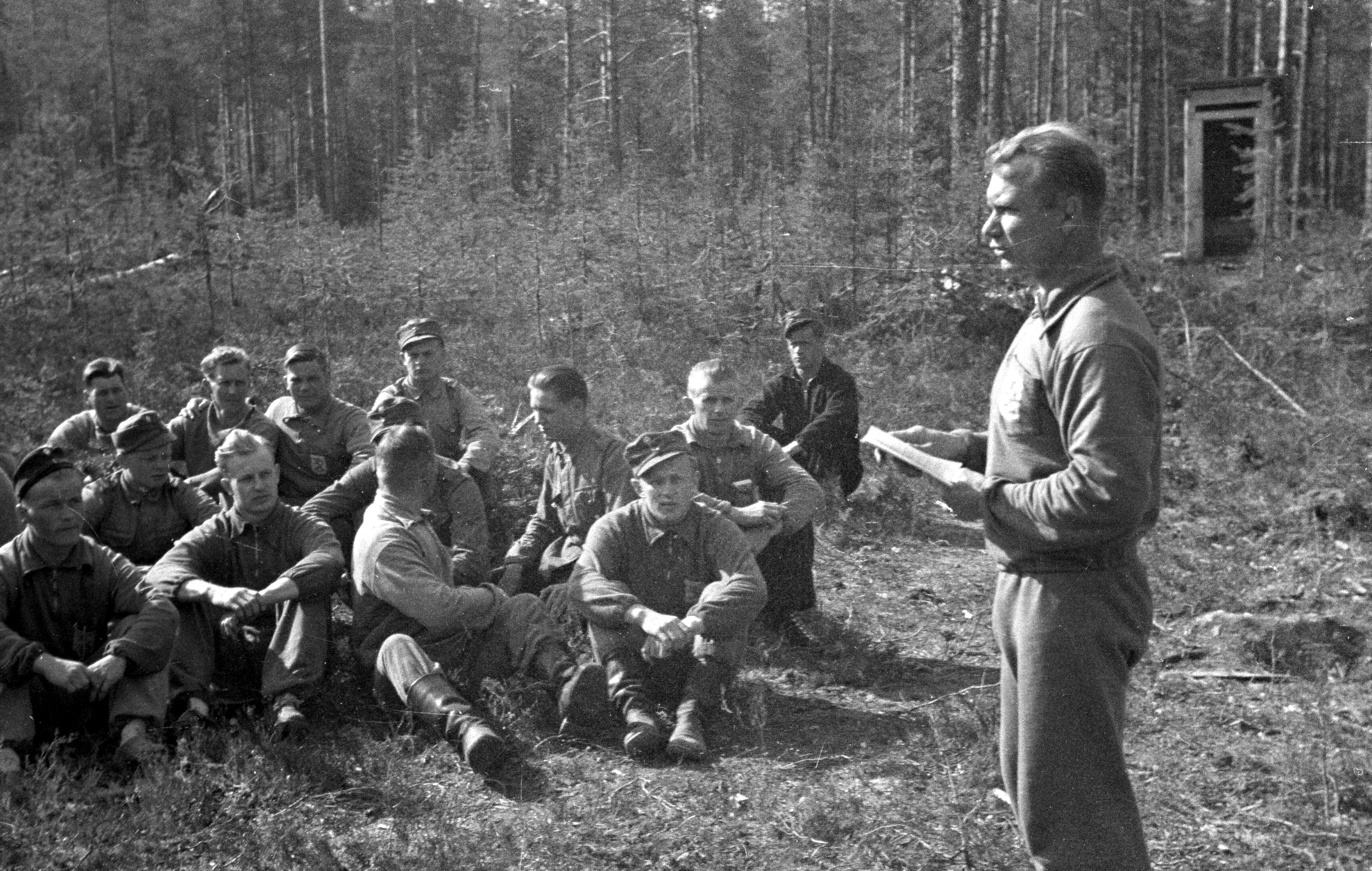
Fotografia d'Aarne Reini l'any 1943.

va ser un lluitador finlandès, especialista en lluita grecoromana, que va competir durant la dècada de 1930.
El 1932 va prendre part als Jocs Olímpics d'Estiu de Los Angeles, on disputà, sense sort, la competició del pes lleuger del programa de lluita grecoromana. Quatre anys més tard, als Jocs de Berlín, guanyà la medalla de plata en la categoria del pes ploma.
En el seu palmarès també destaquen dues medalles d'or al Campionat d'Europa de lluita, el 1933 i 1934. A nivell nacional va guanyar el campionat finlandès del pes lleuger de 1932 a 1935 i de 1937 a 1938. Una vegada retirat exercí d'entrenador de la selecció finlandesa de lluita.